# سفنكدونيات
السفنكدونيات (الاسم العلمي: Sphenacodontia) هي مجموعة من الحيوانات تتبع البليكوصوريات الحقيقية.

## التصنيف
- سفنكدونات وأقاربها
  - السفنكدونات
    - السفنكدوناوات
      - السفنكدون